# Liga de Lezhë
La Liga de Lezhë (en albanés: Lidhja e Lezhës) fue una alianza militar de señores feudales albaneses forjada en Lezhë el 2 de marzo de 1444, con Skanderbeg como líder de los jefes regionales albaneses y serbios unidos contra el Imperio Otomano.  Skanderbeg fue proclamado "Jefe de la Liga del pueblo albanés".
Los principales miembros de la liga fueron Arianiti, Balšić, Zaharia, Muzaka, Spani, Thopia y Crnojevići. Los miembros contribuyeron a la Liga con hombres y dinero, mientras que Skanderbeg no tenía derecho a interferir con los asuntos de sus dominios. Todos los historiadores modernos anteriores y muchos aceptaron las noticias de Marin Barleti sobre esta reunión en Lezhë (sin darle el mismo peso), aunque ningún documento veneciano contemporáneo lo menciona. Barleti se refirió a la reunión como el generalis concilium o universum concilium ("consejo general" o "consejo completo"); el término "Liga de Lezhë" fue acuñado por historiadores posteriores.

## Antecedentes
Después de la muerte del emperador serbio Esteban Dušan en 1355, los magnates en Albania establecieron sus propios dominios. Cuando las fuerzas otomanas entraron en Albania, se enfrentaron a pequeños principados que estaban involucrados en luchas viciosas entre ellos. La primera batalla contra las fuerzas otomanas en Albania fue la de Balša II, el Señor de Zeta, cuando uno de los gobernantes albaneses, Karlo Thopia, invitó a los otomanos que derrotaron y mataron a Balša II en la batalla de Savra que tuvo lugar el 18 de septiembre de 1385.
En el siglo XV, el Imperio Otomano se estableció en los Balcanes sin una resistencia significativa ofrecida por los nobles cristianos locales. Muchos de ellos todavía luchaban entre ellos y no veían el avance del Otomano como una amenaza a su poder. Aunque estalló una guerra civil entre los hijos de Bayezid I en 1402-13, ninguno de los nobles cristianos en los Balcanes en ese momento aprovechó la oportunidad para repeler a los otomanos; por el contrario, búlgaros, serbios y húngaros incluso ayudaron al futuro sultán Mehmed I a tomar el poder, participando como sus aliados en la batalla final contra su hermano. Después de que la guerra civil otomana terminara a favor de Mehmed I, sus fuerzas capturaron a Kruja de Thopia en 1415, Berat en 1417 de Muzaka, Vlora y Kanina en 1417 de la viuda de Balša III y Gjirokastër en 1418 de Zenevisi. Bajo la presión del Imperio Otomano y la República de Venecia, los principados albaneses comenzaron a vacilar.  Alguna nobleza albanesa se rebeló en 1432–36.
El 28 de noviembre de 1443, Skanderbeg capturó a Kruja con sus tropas y declaró su independencia del Sultán.